# Apollodor von Damaskus

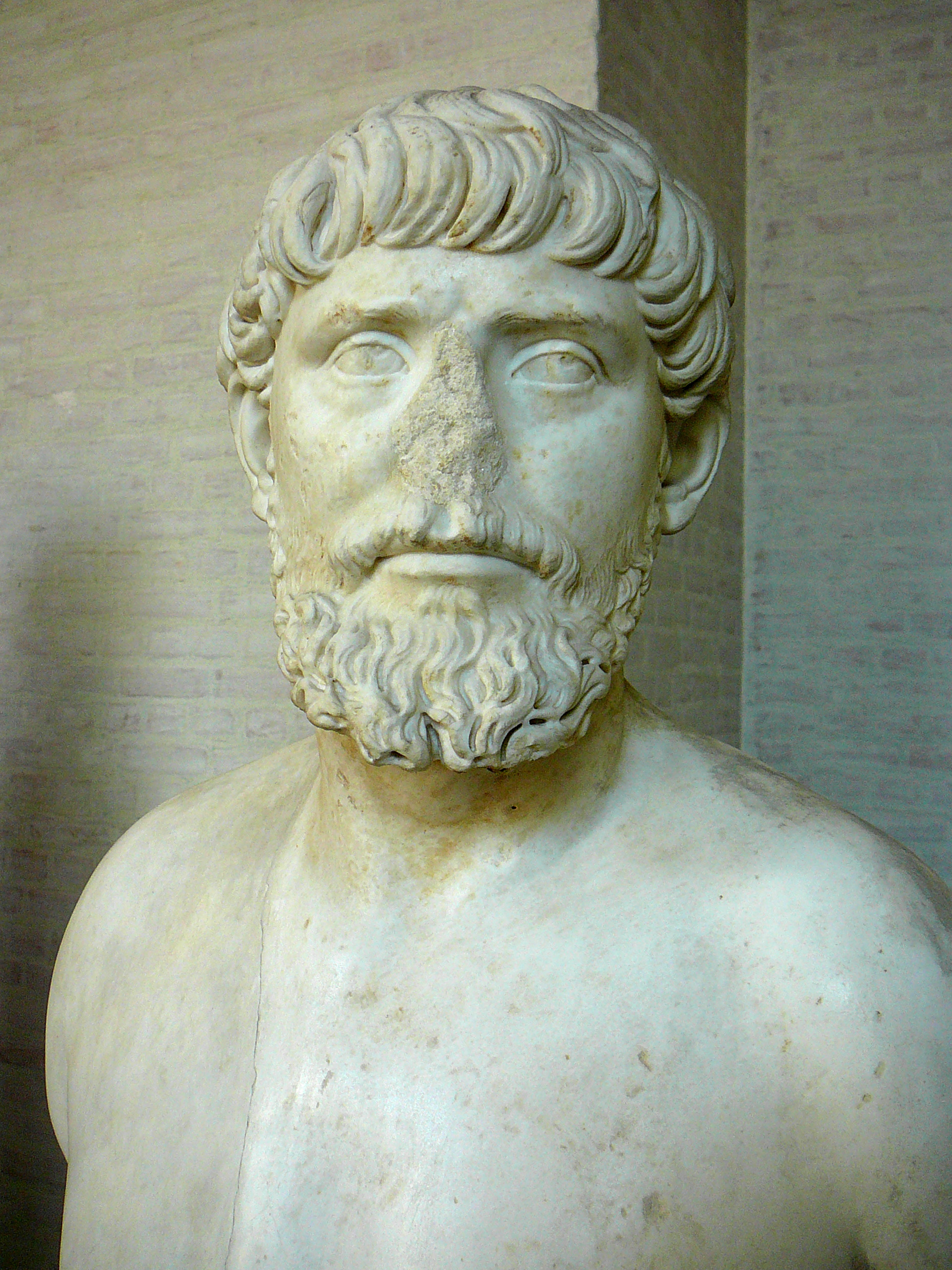
Apollodor von Damaskus, Büste von 130/140 in der Glyptothek (enthält antike Namensbeischrift)

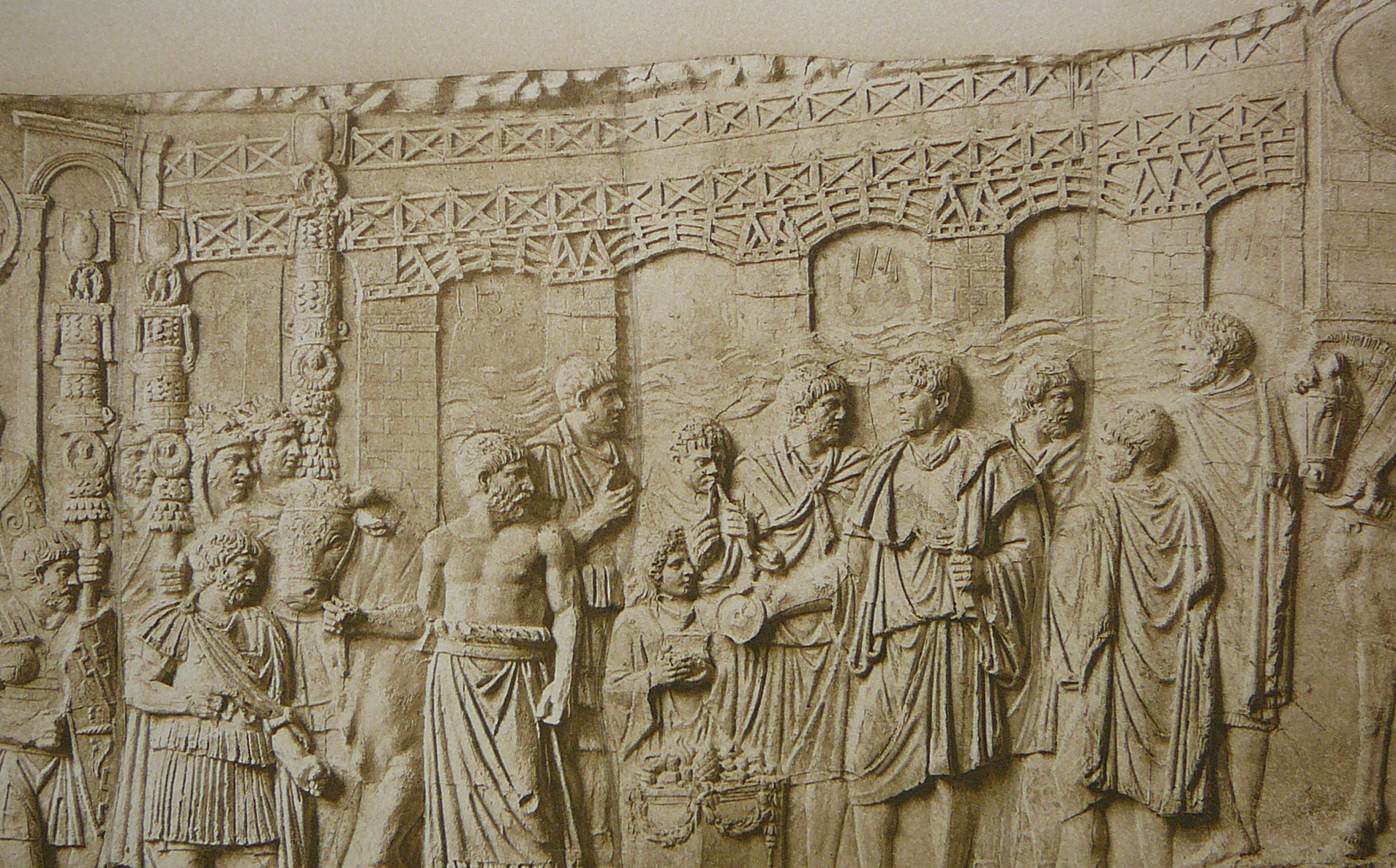
Die monumentale Brücke über die Donau. Apollodor steht hinter dem opfernden Kaiser vorne.

Apollodor(os) von Damaskus (* um 65 in Damaskus; † um 130) war ein bedeutender syrisch-griechischer Architekt und Bauingenieur der römischen Kaiserzeit.

## Leben
Für eine Ausbildung und frühe Tätigkeit in seiner Heimat sind keine Belege überliefert. Als Heeresingenieur begleitete er Kaiser Trajan auf dessen beiden Feldzügen 101/02 und 105/06 in Dakien. Während dieser Zeit wurde er zu dessen leitendem Architekt. Der Umstand, dass der spätantike Geschichtsschreiber Prokop ihn als architektōn schildert, legt die Vermutung nahe, dass er besser gestellt war als die in kaiserlichem Dienst stehenden Beamten (mēchanopoios), geachtet und selbständig. Der jüngere Zeitgenosse Pausanias vermerkt, Apollodor habe als Staatsarchitekt alle wesentlichen Bauvorhaben Trajans in Rom geleitet.
Nach der Darstellung des Geschichtsschreibers Cassius Dio geriet Apollodor nach dem Regierungsantritt Kaiser Hadrians, der im Jahr 117 Trajans Nachfolger wurde, in einen Konflikt mit dem neuen Herrscher, dessen architektonische und künstlerische Ambitionen er schon früher verspottet hatte. Cassius Dio behauptet, Hadrian habe dem Architekten die frühere Kränkung nachgetragen und habe sich nach seiner Machtübernahme gerächt, indem er Apollodor verbannt habe. Dann habe er ihm seinen Plan zum Tempel der Venus und der Roma zugesandt, um ihm zu zeigen, dass auch ohne seine Mitwirkung ein großer Bau zustande kommen könne. Zugleich habe er den Verbannten gefragt, ob die Anlage stimme. In seinem Antwortschreiben habe der Architekt Kritik geübt. Darüber sei der Kaiser so erzürnt gewesen, dass er Apollodor unter dem Vorwand eines angeblichen Vergehens habe hinrichten lassen. Cassius Dio folgte einer unbekannten Quelle, deren Verfasser Hadrian feindlich gesinnt war und ihn als Tyrannen darstellte. Schon 1843 legte Victor Duruy in seiner Histoire romaine dar, dass die überlieferte Darstellung so nicht zutreffen kann, da Apollodor in den ersten Jahren von Hadrians Regierung weiterhin erfolgreich tätig war. In der neueren Forschung gilt die Nachricht von der Hinrichtung als unglaubwürdig. Ronald T. Ridley hat die Frage 1989 untersucht und Unstimmigkeiten aufgezeigt, die erkennen lassen, dass der von Cassius Dio überlieferte Bericht nicht plausibel ist. Seiner Argumentation hat sich die spätere Forschung angeschlossen.

## Architektur

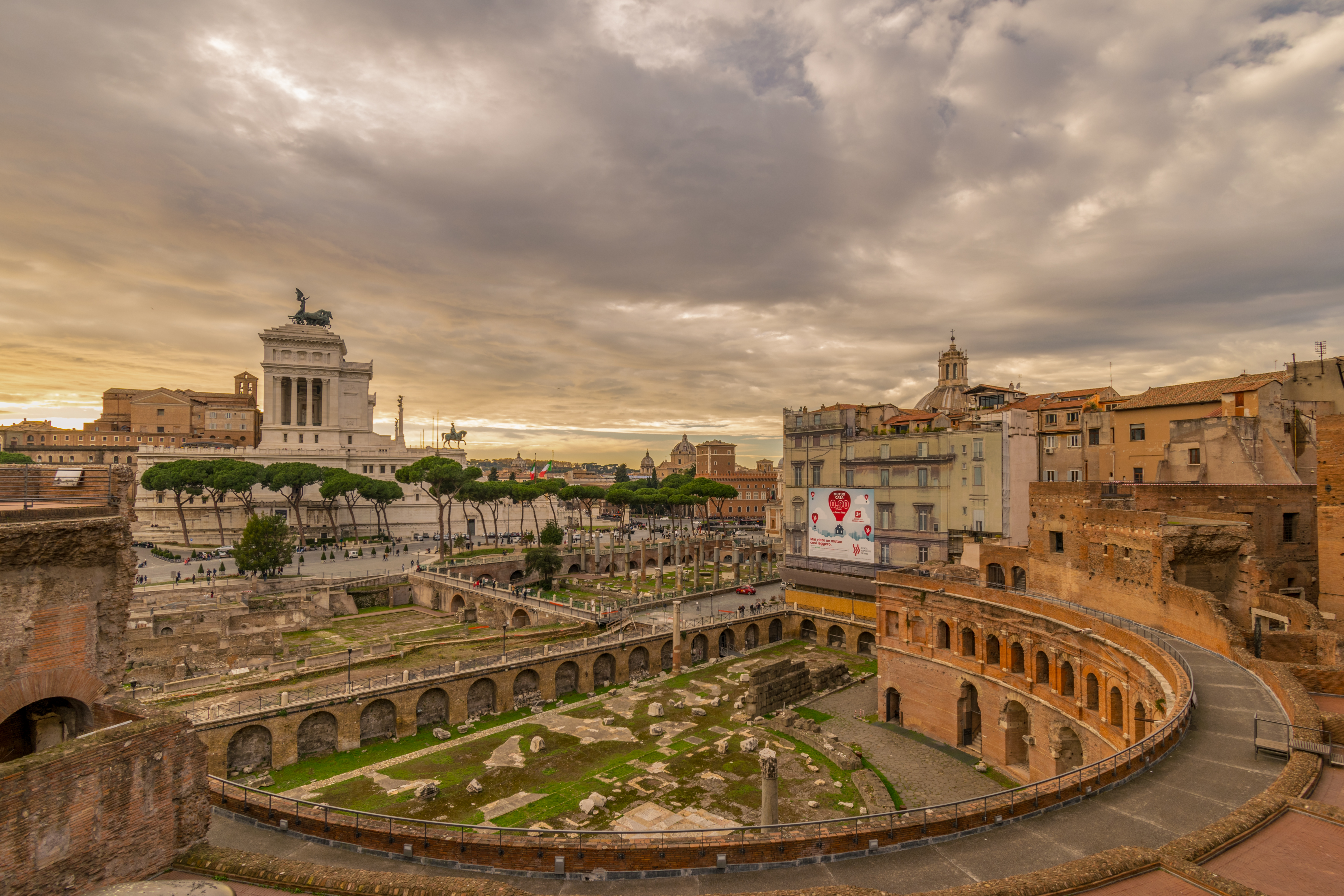
Die Trajansmärkte und das Trajansforum in Rom

Als architekturhistorisch bedeutsam wird Apollodor rezipiert, weil er es vermocht hat hellenistisch-orientalische und italisch-römische Bauformen miteinander zu verschmelzen. Er griff dabei technisch traditionelle Baumaterialien wie Ziegel und Mörtelguss auf. Technisch arbeitete er in Mauer- und Wölbtechnik. Bis in seine Zeit wurden Backsteinmauern regelmäßig verputzt oder verkleidet. Apollodor entwickelte dies weiter und rief mitursächlich den Ingenieursbau auf den Plan. Der deutsche Archäologe Heilmeyer attestiert Apollodor, deutlich angelehnt an augusteische Vorbilder, eine „unermüdliche Trennung von Muster und Grund, von Dekor und Konstruktion, von Form und Funktion“.
Während der zwischen den Feldzügen Trajans liegenden Zeit der Jahre 102 bis 105 erbaute Apollodor die mehr als einen Kilometer lange Trajansbrücke über die Donau bei Drobeta nebst Kastellen und eine einseitig im Felsen verankerte Straße über dem Wasserspiegel der Donau durch das so genannte Eiserne Tor (rumänisch: Portile de Fier; siehe Tabula Traiana). Möglicherweise war er auch für die Puente de Alconétar in Spanien verantwortlich. Er plante darüber hinaus eine Akademie, die Trajansthermen (mutmaßlich identisch mit dem von Cassius Dio erwähnten Gymnasion), ein Odeion auf rundem Grundriss, die Ehrenbögen in Ancona und Benevent und vor allem die Trajansmärkte und das Forum des Kaisers Trajan (107 bis 113), das großartigste römische Kaiserforum. Die Trajanssäule in der Mitte des Forums wird als erstes Denkmal dieser Art vermutet. Vermutlich entwarf er auch den Hafen von Portus Romae und den von Centumcellae mit der darüber gelegenen Villa des Trajan. Die architektonische Zuweisung des Wiederaufbaus des Pantheon an Apollodor von Damaskus hingegen ist umstritten.

## Abbildungen in Handschriften

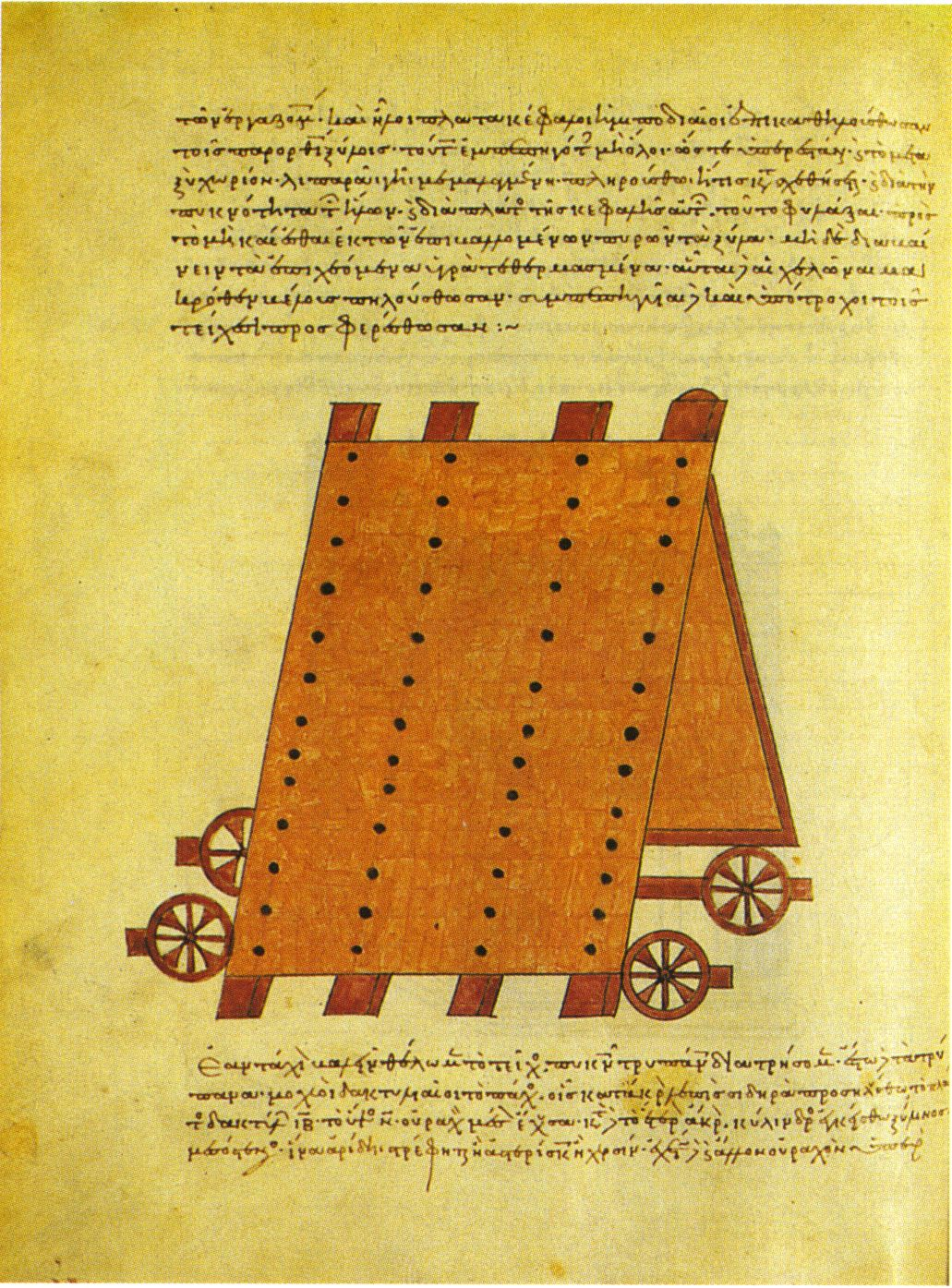
Apollodor von Damaskus, Poliorketika 148: „Schildkröte“ Chelone, ein fahrbares Schutzdach als Belagerungsgerät, in der Handschrift Paris, Bibliothèque Nationale, Graec. 2442, fol. 81v (11./12. Jahrhundert)
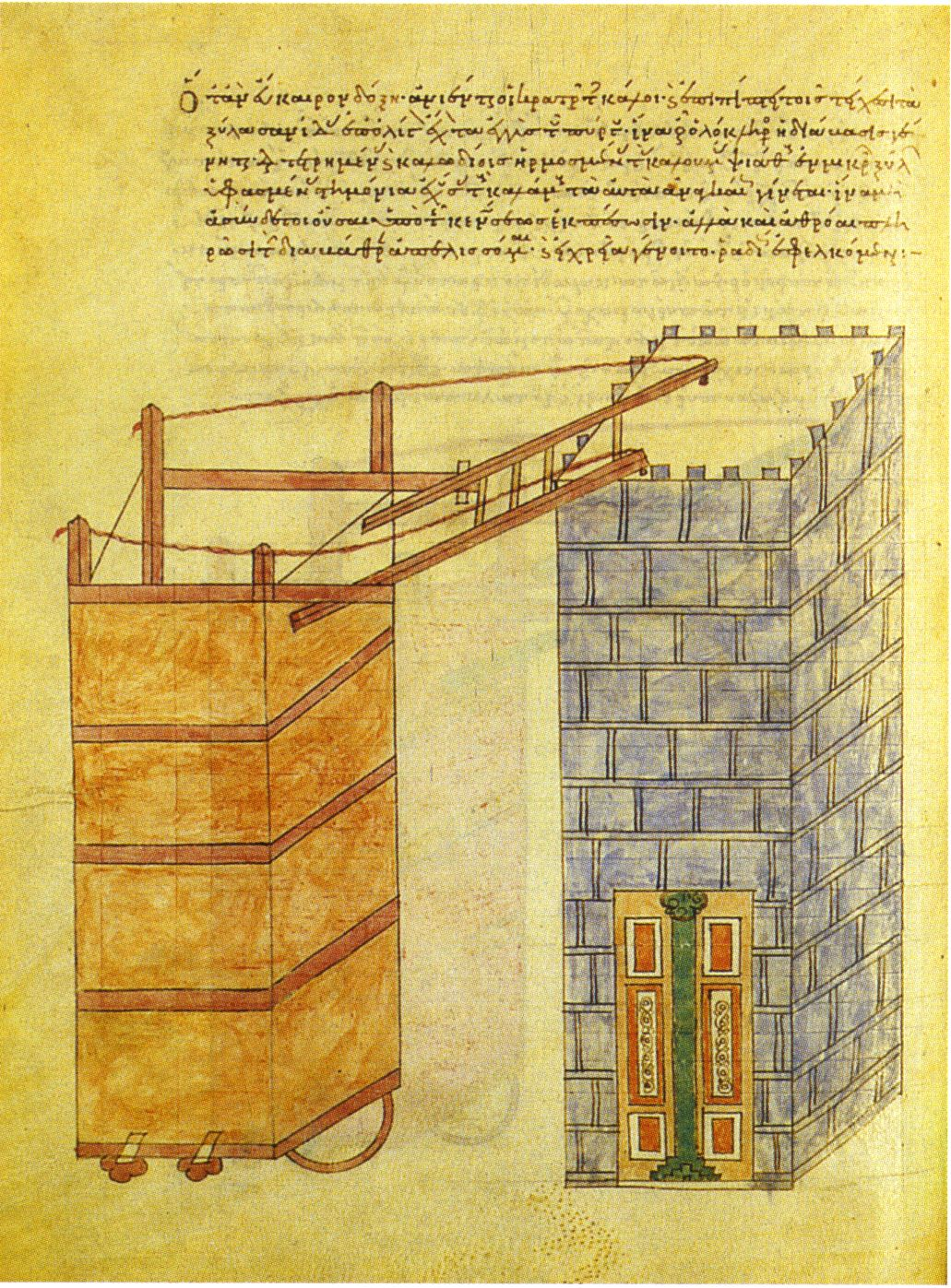
Apollodor von Damaskus, Poliorketika 170: Belagerungsturm mit Fallbrücke. Paris, Bibliothèque Nationale, Graec. 2442, fol. 97v (11./12. Jahrhundert)